# Tiranosaure
|  | «T-rex» redirigeix aquí. Vegeu-ne altres significats a «T. Rex». |

Els tiranosaures (Tyrannosaurus) són un gènere extint de grans dinosaures teròpodes que visqueren en allò que avui en dia és l'oest de Nord-amèrica, que aleshores formava part del continent insular de Laramídia, durant el Maastrichtià (Cretaci superior), fa entre 66 i 68 milions d'anys. Tenien una distribució molt extensa en comparació amb la dels altres tiranosàurids. Foren els darrers tiranosàurids a aparèixer i uns dels últims dinosaures no aviaris que caminaren sobre la Terra abans de l'extinció del Cretaci-Paleogen.
Igual que els altres membres de la seva família, eren carnívors bípedes dotats d'un crani enorme i una cua llarga i pesant que li feia de contrapès. Els braços eren diminuts en comparació amb les extremitats inferiors, grosses i poderoses; tanmateix, eren extraordinàriament forts per la mida que tenien i presentaven dos dits amb urpes. L'espècimen més complet fa 12,3-12,4 metres de llargada, però la majoria de les estimacions modernes concorden que els tiranosaures haurien pogut ultrapassar una llargada de 13 metres, una alçada al maluc de 3,7-4 metres i un pes de 8,8 tones.
Tot i que altres teròpodes igualaven o superaven el tiranosaure en mida, fou el tiranosàurid més gros conegut i un dels predadors terrestres més grossos, ja que feia fins a 13 metres de llarg, fins a 4 metres d'alt al maluc, i fins a 6-8 tones de pes. El tiranosaure era de llarg el carnívor més gran del seu medi, i podria haver estat un depredador alfa, caçant hadrosaures i ceratops, tot i que alguns experts pensen que podria haver estat principalment un carronyaire.
S'han identificat més de 30 exemplars de tiranosaure, alguns dels quals són esquelets gairebé complets. S'han trobat teixits tous i proteïnes en almenys un d'aquests exemplars. L'abundància de material fòssil ha permès una recerca significativa de molts aspectes de la seva biologia, incloent-hi el cicle vital i la biomecànica. Els costums alimentaris, la fisiologia i la velocitat potencial del tiranosaure són alguns temes de debat. La seva taxonomia també és controvertida; alguns científics creuen que Tarbosaurus bataar, d'Àsia, és una segona espècie de tiranosaure, mentre que d'altres mantenen el tarbosaure com un gènere separat. Diversos altres gèneres de tiranosàurids nord-americans també han estat sinonimitzats amb Tyrannosaurus.
L'espècie T. rex és un dels teròpodes més coneguts.

## Etimologia
El paleontòleg estatunidenc Henry Fairfield Osborn encunyà el nom genèric Tyrannosaurus, que significa ‘llangardaix tirà’, justificant la tria del nom pel fet que, en aquell moment, el tiranosaure era amb diferència l'animal carnívor més gros conegut. La forma normativa en català, tiranosaure, es desvia dels criteris habituals per formar cultismes a partir del llatí, segons els quals la consonant geminada nn es manté inalterada, cosa que hauria donat tirannosaure.

## Descripció

Mida del tiranosaure (en blau) en comparació amb altres teròpodes gegants seleccionats.

Tyrannosaurus rex va ser un dels carnívors terrestres més grossos de tots els temps; l'espècimen complet més gros, FMNH PR2081 («Sue»), fa 12,8 metres de longitud, i fa 4 metres d'alçada a la cintura. Les estimacions de la massa han variat àmpliament al llarg dels anys, des de més de 7,2 tones, a menys de 4,5 tones, les estimacions més modernes donen un ventall d'entre 5,4 i 6,8 tones. Tot i que el Tyrannosaurus rex era més gros que el ben conegut teròpode del Juràssic al·losaure, era lleugerament més petit que altres carnívors del Cretaci, com l'espinosaure i el giganotosaure.
El coll del tiranosaure formava una corba natural amb forma de essa com la d'altres teròpodes, però era curta i musculosa per tal de suportar el cap massiu. Les potes anteriors només tenien dos dits amb urpes, conjuntament amb un petit metacarpià addicional que representa les reminiscències d'un tercer dit. En contrast, les potes posteriors estaven entre les més llargues en proporció a la mida del cos entre els teròpodes. La cua, pesant i llarga, de vegades contenia més de quaranta vèrtebres per tal d'equilibrar el cap i tors massius. Per tal de compensar l'immens volum de l'animal, molts ossos de l'esquelet estaven buits, reduint el seu pes sense una pèrdua significativa de força.
El crani de tiranosaure més gros conegut fa més d'1,5 metres de longitud. Les grans finestres (obertures) al crani reduïen el pes i posaven a disposició zones d'anclatge pels músculs, com en tots els teròpodes carnívors. Però el crani del tiranosaure tenia una forma significativament diferent respecte als teròpodes grossos no tiranosauroïdeus. Era extremadament ample a la part posterior però tenia un musell estret, conferint-li una visió binocular inusual. Els ossos del crani eren massius i els nasals i altres ossos estaven fusionats, impedint moviment entre ells; però estaven molt pneumatitzats (contenien petits espais d'aire) que podrien haver fet els ossos més flexibles i lleugers. Aquests i altres caràcters que feien més fort el crani és part de la tendència dels tiranosàurids cap a incrementar la potència de la mossegada, que fàcilment sobrepassava la dels no tiranosàurids. La punta de la mandíbula superior tenia forma de u (la majoria dels carnívors tiranosauroïdeus tenien mandíbules superiors amb forma de ve baixa), fet que incrementava la quantitat de teixit i os que un tiranosaure podia esquarterar d'una única mossegada, encara que també incrementava l'estrès de les dents frontals.
Les dents del tiranosaure mostraven una marcada heterodòncia (diferències en les formes). Les dents premaxil·lars a la part frontal de la mandíbula superior estaven molt pròximes, amb forma de de en secció, tenien crestes reforçants a la superfície posterior, tenien forma d'incisiva i estaven corbades cap enrere. La forma en secció en de, les crestes reforçants i la corba cap enrere reduïen el risc que la dent pogués ser trencada quan el tiranosaure mossegava i estirava. La resta de dents eren robustes, com "platans letals" en comptes de punyals; més espaiades i també amb crestes reforçants. Les dents de la mandíbula superior eren més llargues que totes excepte que les de la part posterior de la mandíbula inferior. S'estima que la dent més grossa trobada feia 30 cm de longitud incloent l'arrel quan l'animal era viu, fent-la la dent més grossa de tots els dinosaures carnívors.
El tiranosaure presentava un gran crani d'1,75 metres aprovisionat de fosses oculars i nasals que l'ajudaven a disminuir el pes i no deixar caure la presa mentre la consumia. El seu crani té molts ossos fusionats, de manera que presentava poca mobilitat però en canvi és d'una estructura més sòlida. Tyrannosaurus tenia un cos de proporcions mitjanes, que no era ni molt robust ni molt prim, però si pesant. El coll era gruixut i musculós però curt.

## Classificació

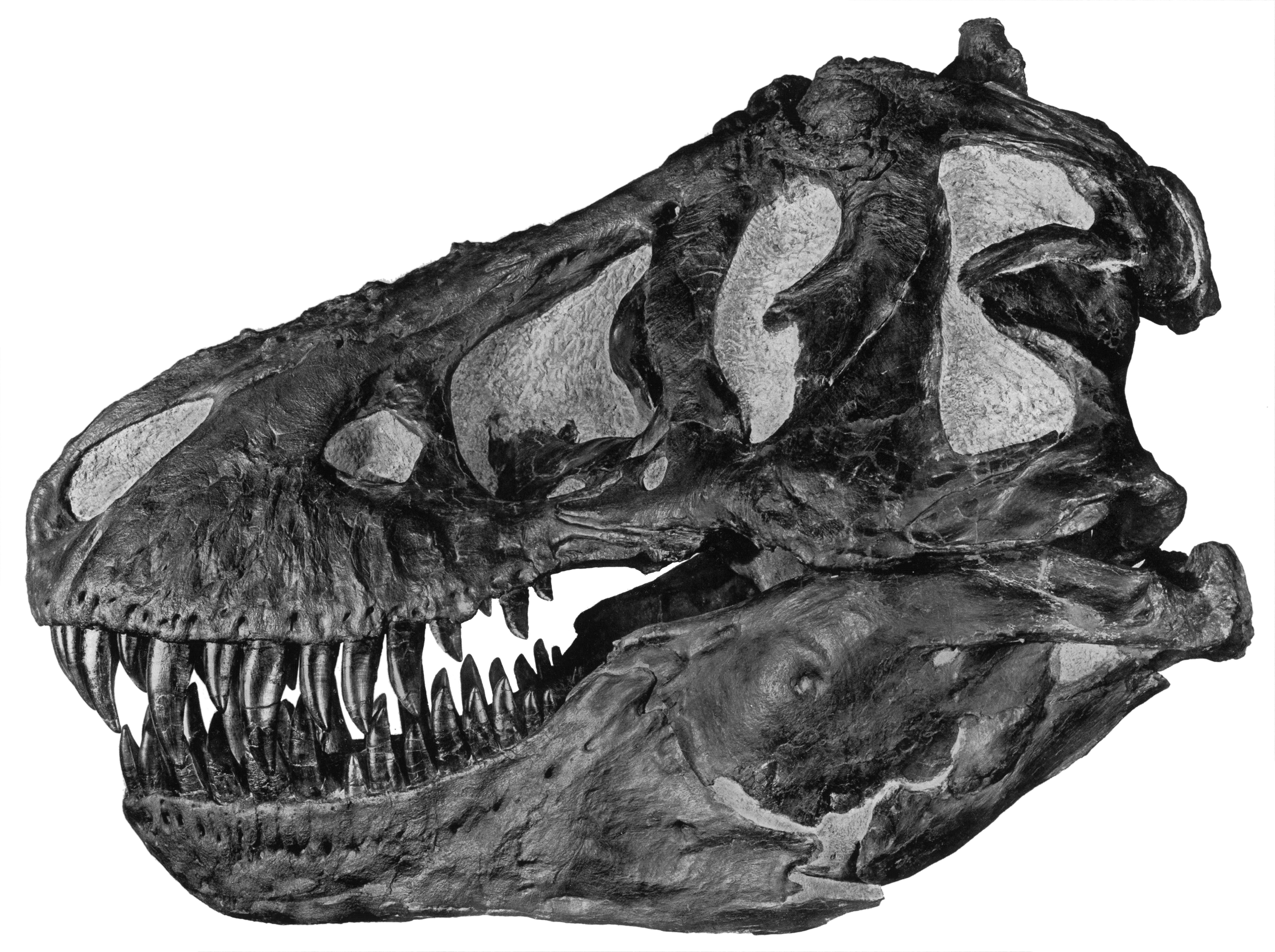
Vista de perfil d'un crani (AMNH 5027)

El tiranosaure és el gènere tipus de la superfamília dels tiranosauroïdeus, la família dels tiranosàurids, i la subfamília dels tiranosaurins; en altres paraules és l'estàndard a partir del qual els paleontòlegs decideixen si inclouen altres espècies en el mateix grup. Altres membres de la subfamília dels tiranosaurins inclouen al nord-americà daspletosaure i l'asiàtic tarbosaure, ambdós s'han sinonimitzat ocasionalment amb tiranosaure. Abans sovint es pensava que els tiranosàurids eren descendents de teròpodes grossos més antics com els megalosaures i els carnosaure, tot i que més recentment s'han reclassificat dins els generalment més petits celurosaures.
L'any 1955, el paleontòleg soviètic Ievgueni Maléiev va anomenar una nova espècie, Tyrannosaurus bataar, de Mongòlia. L'any 1965, aquesta espècie va ser reanomenada com a Tarbosaurus bataar. Tot i el canvi de nom, moltes anàlisis filogenètiques han conclòs que Tarbosaurus bataar és el tàxon germà del Tyrannosaurus rex, i sovint s'ha considerat una espècie asiàtica de tiranosaure. Una redescripció recent del crani de Tarbosaurus bataar ha mostrat que era molt més estret que el del tiranosaure i que durant la mossegada, la distribució de les  tensions pel crani podria haver sigut molt diferent, més similar al d'Alioramus, un altre tiranosaure asiàtic. Una anàlisi cladística relacionada va trobar que Alioramus, no el tiranosaure, era el tàxon germà del tarbosaure, cosa que, si fos certa, suggeriria que el tarbosaure i el tiranosaure haurien de romandre separats.
Fòssils d'altres tiranosauroïdeus que es van trobar a les mateixes formacions que el tiranosaure es van classificar originalment com a tàxons separats, incloent Aublysodon i l'Albertosaurus megagracilis, aquest segon va ser anomenat Dinotyrannus megagracilis l'any 1995. Tanmateix, aquests fòssils ara es consideren universalment com a pertanyents a juvenils de tiranosaure. Un crani petit però quasi complet de Montana, de 60 cm de longitud, podria ser una excepció. Aquest crani es va classificar originalment com una espècie de gorgosaure (G. lancensis) per Charles W. Gilmore l'any 1946, però més tard es va assignar a un nou gènere, Nanotyrannus. Les opinions sobre la validesa de N. lancensis romanen dividides. Molts paleontòlegs consideren que el crani pertany a un juvenil de tiranosaure. Hi ha diferències menors entre les dues espècies, incloent el major nombre de dents de N. lancensis, que ha dut a alguns científics a recomanar que es mantinguin com a dos gèneres separats fins que noves investigacions o troballes aclareixin la situació.

### Manospondylus

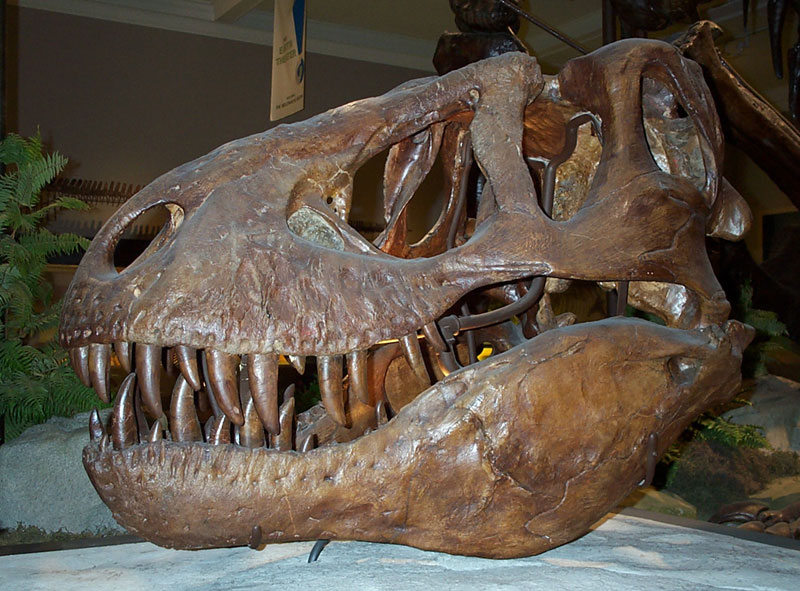
Crani de l'espècimen tipus al Museu Carnegie d'Història Natural. Aquest fou un model restaurat de forma molt imprecisa amb guix utilitzant l'al·losaure de model, s'ha desmuntat

El primer espècimen fòssil que es pot atribuir al tiranosaure consisteix en dues vèrtebres parcials (una de les quals s'ha perdut) trobades per Edward Drinker Cope l'any 1892 i descrites com a Manospondylus gigas. Osborn va reconèixer la semblança entre M. gigas i Tyrannosaurs rex tan aviat com l'any 1917 però per la naturalesa fragmentària de les vèrtebres de Manospondylus vertebrae, no va poder fer-les sinònimes de manera concloent.
El mes de juny del 2000, l'Institut Black Hills va localitzar la localitat tipus de M. gigas a Dakota del Sud i va excavar-ne més ossos de tiranosaure. Es va jutjar que representaven més restes del mateix individu, i que eren idèntiques a les del tiranosaure. D'acord amb les regles del Codi Internacional de Nomenclatura Zoològica (CINZ), el sistema que governa l'anomenament científic dels animals, Manospondylus gigas hauria de tenir prioritat sobre Tyrannosaurus rex, perquè es va anomenar primer. Tanmateix, la quarta edició de CINZ, que va prendre efecte l'1 de gener del 2000, estableix que "l'ús prevalent ha de ser mantingut quan el sinònim més antic o homònim no s'ha usat com a nom vàlid després del 1899" i "el sinònim més modern o homònim s'ha usat per a un tàxon particular, així com se suposa com a nom vàlid, en almenys 25 treballs, publicats per almenys 10 autors en els 50 anys immediatament posteriors ..." Tyrannosaurus rex es podria qualificar de nom vàlid sota aquestes condicions i s'hauria de considerar com a nomen protectum ("nom protegit") sota el CINZ si alguna vegada es canviés, cosa que encara no ha passat. Manospondylus gigas s'hauria de considerar nomen oblitum (nom oblidat).

## Paleobiologia

### Història natural

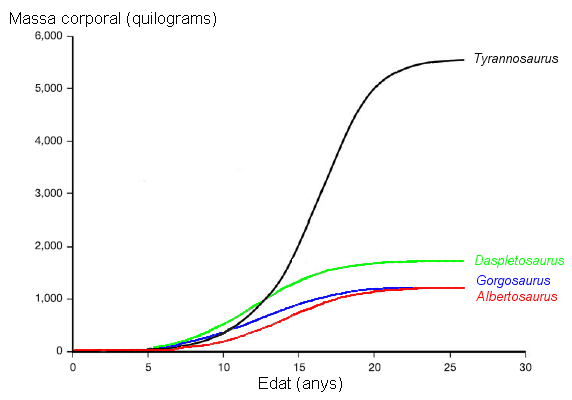
Gràfic en què es representen les corbes de creixement hipotetitzades (massa corporal/edat) de quatre tiranosàurids. El tiranosaure està representat en negre. Basat en Erickson et al. 2004.

La identificació de nombrosos espècimens com a juvenils de tiranosaure ha permès als científics documentar canvis ontogènics en l'espècie, estimar l'esperança de vida, i determinar a quina velocitat haurien crescut aquests animals. S'estima que l'individu més petit conegut (LACM 28471, el "Jordan theropod") pesava només 30 kg, mentre que el més gros, com el FMNH PR2081 ("Sue") hauria tingut un pes per sobre dels 5.400 kg. Anàlisis histològiques d'ossos de tiranosaure han mostrat que LACM 28471 tenia només 2 anys quan va morir, mentre que "Sue" tenia 28 anys, una edat que podria haver estat propera al màxim per a aquesta espècie.
La histologia també ha permès determinar l'edat d'altres espècimens. Les corbes de creixement es poden desenvolupar quan es representen les edats de diferents espècimens en un gràfic en relació amb les seves masses. La corba de creixement d'un tiranosaure té forma de essa, amb els juvenils que es mantenen per sota dels 1.800 kg fins aproximadament l'edat de 14 anys, quan la mida del cos comença a incrementar-se dramàticament. Durant aquesta fase de creixement ràpid, un tiranosaure jove podria guanyar una mitjana de 600 kg per any durant quatre anys. A l'edat de 18 anys, la corba s'estabilitza de nou, indicant que el creixement es redueix dramàticament. Per exemple, només 600 kg separaven la "Sue", de 28 anys, de l'espècimen canadenc de 22 anys (RTMP 81.12.1). Un altre estudi histològic recent realitzat per diferents treballadors corrobora aquests resultats, trobant que el ràpid creixement comença a decréixer al voltant dels 16 anys. Aquest canvi sobtat en la tasa de creixement podria indicar la maduresa física, una hipòtesi que està suportada per la troballa de teixit medul·lar al fèmur d'un tiranosaure d'entre 16 i 20 anys a Montana (MOR 1125, també conegut com a "B-rex"). El teixit medul·lar es troba només en els ocells femelles durant l'ovulació, indicant que B-rex estava a l'edat reproductiva. Un estudi indica que aquest espècimen tenia 18 anys. Altres tiranosàurids presenten corves de creixement extremadament similars, tot i que amb unes taxes de creixement més baixes que es corresponen amb la seva mida adulta més petita.
Més de la meitat dels espècimens de tiranosaure coneguts semblen haver mort en els sis anys posteriors a l'assoliment de la maduresa sexual, un patró que també s'ha vist en altres tiranosaures i en alguns ocells i mamífers longeus de grans dimensions actuals. Aquestes espècies es caracteritzen per unes elevades tases de mortalitat infantil, seguides per una mortalitat relativament baixa entre els juvenils. La mortalitat s'incrementa de nou després de la maduresa sexual, deguda parcialment a l'estrès de la reproducció. Un estudi suggereix que la raresa de fòssils de tiranosaures juvenils és deguda, en part, a les baixes tases de mortalitat juvenil; els animals no morien en grans nombres en aquests anys i, per tant, no es fossilitzaven sovint. Tanmateix, aquesta raresa podria ser deguda a la manca de completesa del registre fòssil o l'esbiaix dels col·lectors de fòssils cap a espècimens més grossos i més espectaculars.

### Dimorfisme sexual

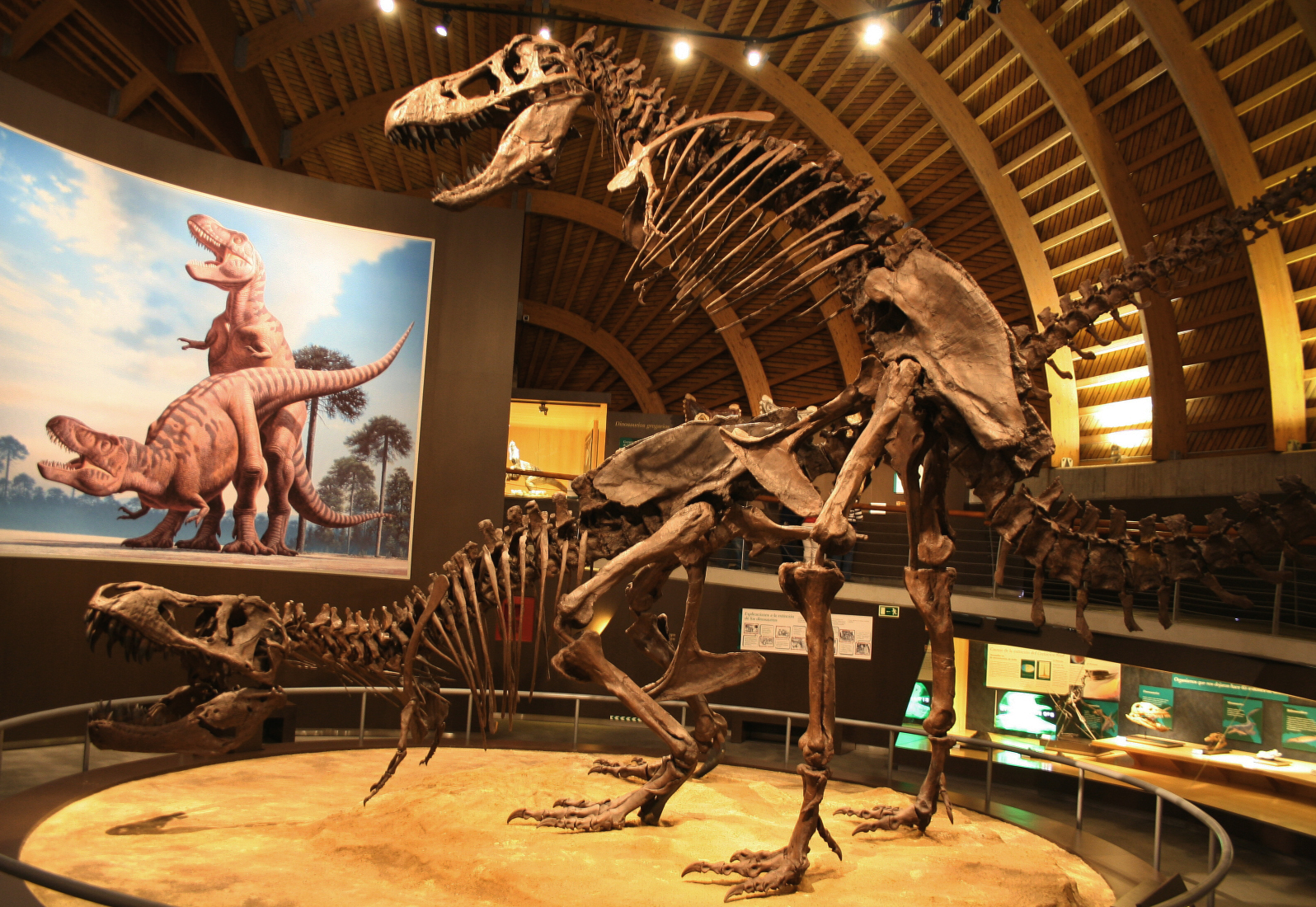
Esquelets muntats en una posició de còpula, Museu Juràssic d'Astúries.

A mesura que el nombre d'espècimens s'ha incrementat, els científics han començat a analitzar la variació entre els individus i han descobert el que sembla dos tipus diferents de cos, o morfs, similars a altres espècies de teròpodes. Així com un d'aquests morfs estava més robustament construït, va ser anomenat el morf 'robust' mentre l'altre s'ha anomenat 'gràcil'. Nombroses diferències morfològiques associades als dos morfs s'han utilitzat per a analitzar el dimorfisme sexual en el tiranosaure, amb el morf 'robust' normalment atribuït a la femella. Per exemple, la pelvis de diversos espècimens 'robusts' semblen més amples, potser per a permetre el pas dels ous. També s'ha pensat que la morfologia 'robusta' correlacionada amb un xebró reduït a la primera vèrtebra de la cua, també permetria aparentment passar els ous fora del tracte reproductiu, com s'havia informat erròniament pels cocodrils.

### Postura

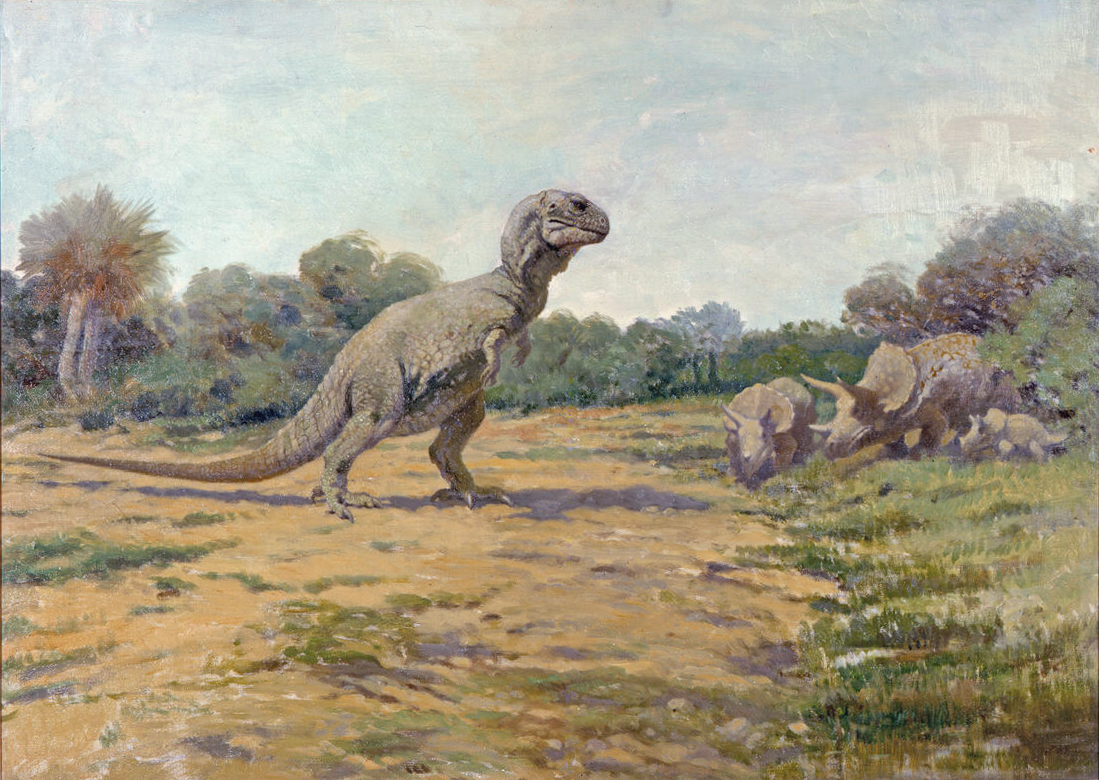
Reconstrucció antiga (de Charles R. Knight), mostrant una posició "trípode"

Com molts dinosaures bípedes, el tiranosaure va ser representat històricament com un "trípode vivent", amb el cos en una inclinació de 45 graus o menys respecte la vertical i arrossegant la cua per terra, de manera semblant als cangurs. Aquesta concepció es remunta a la reconstrucció d'un hadrosaure que va fer Joseph Leidy l'any 1865, la primera representació d'un dinosaure en una postura bípeda. Henry Fairfield Osborn, expresident del Museu Americà d'Història Natural (AMNH) a Nova York, que creia que la criatura s'aguantava dret, va reforçar encara més la idea després de revelar el primer esquelet complet de tiranosaure l'any 1915. S'aguantà en aquesta posició erecta durant gairebé un segle, fins que va ser desmantellat l'any 1992. El 1970, els científics es van adonar que aquesta postura era incorrecta i no podria haver sigut sostinguda per un animal vivent, ja que hauria resultat en una dislocació o en l'afebliment de diverses articulacions, incloent la pelvis i l'articulació entre el cap i la columna vertebral. La inexactitud de l'esquelet de l'AMNH va inspirar representacions similars en moltes pel·lícules i pintures (com el famós mural de Rudolph Zallinger The Age Of Reptiles (L'edat dels rèptils) al Museu Peabody d'Història Natural de la Universitat Yale) fins als anys 1990 quan pel·lícules com Parc Juràssic van introduir postures més exactes al públic general. Les representacions modernes a museus, art, i pel·lícules mostren un tiranosaure amb el cos aproximadament paral·lel a terra i la cua estesa darrere el cos per tal d'equilibrar el cap.

### Seqüència de proteïnes
L'1 de gener del 2007 Swiss-Prot va anunciar haver pogut seqüenciar tres fragments de proteïnes de col·lagen mitjançant espectrometria de masses d'un fragment de teixit tou conservat del dinosaure. La seqüència més antiga seqüenciada abans que aquesta era la d'una magnòlia de feia entre 17 i 20 milions d'anys, convertint-se la del tiranosaure no només en la primera de dinosaure que s'hagi pogut mai seqüenciar sinó també en la més antiga de totes.

### Pell i plomes

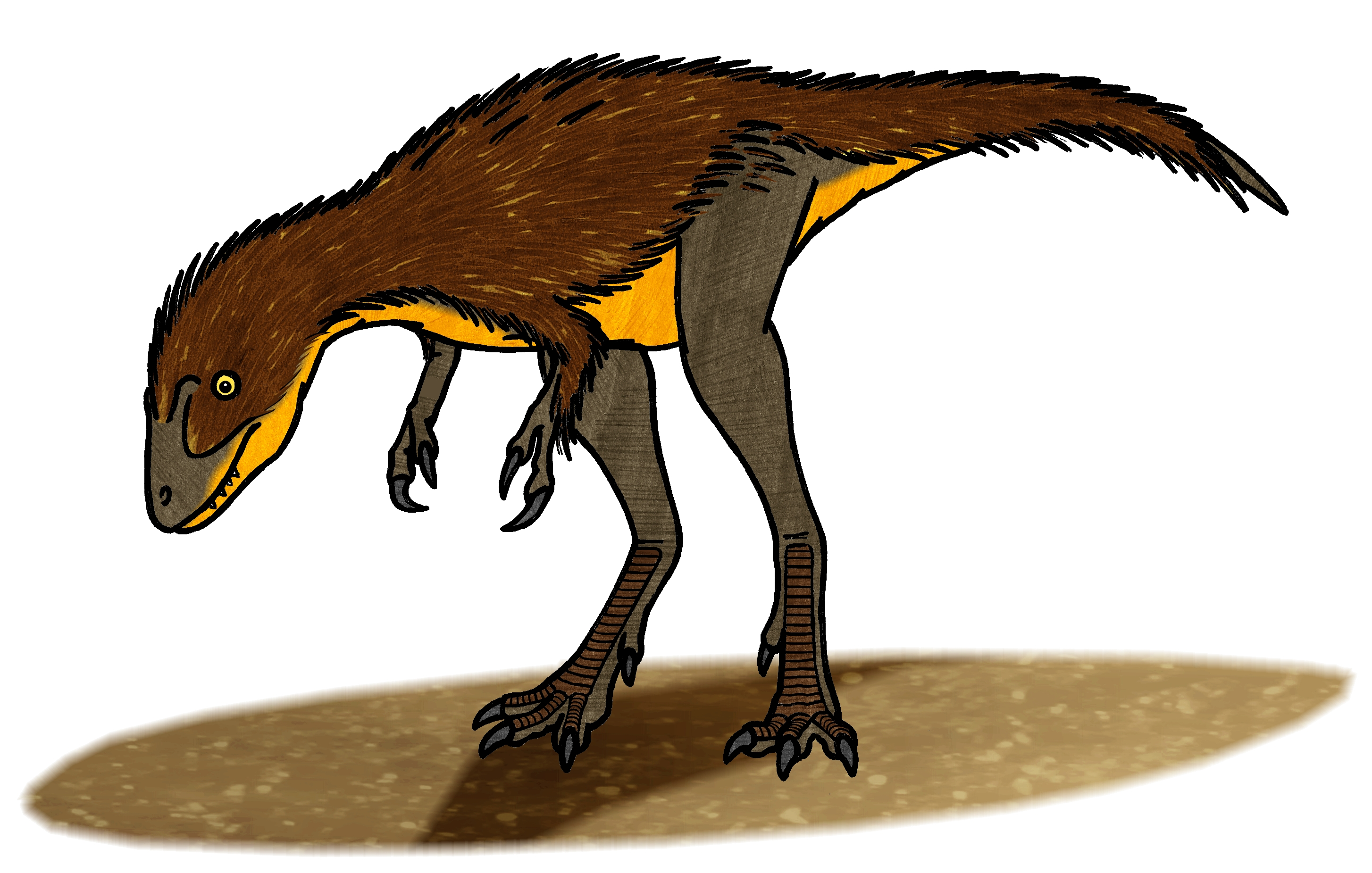
Reconstrucció d'un tiranosaure jove, representat amb plomes filamentoses.

L'any 2004, la revista científica Nature va publicar un informe sobre un tiranosauroïdeu primitiu, Dilong paradoxus, de la famosa formació de Yixian de la Xina. Com en molts altres teròpodes descoberts a Yixian, l'esquelet fòssil estava preservat amb un abric d'estructures filamentoses que són generalment reconegudes com a precursores de les plomes. També s'ha proposat que el tiranosaure i altres tiranosàurids estretament emparentats tenien tals protoplomes. Tanmateix, les impressions de pell d'espècimens de grans tiranosàurids mostres escames en mosaic. Mentre que és possible que existissin protoplomes en parts del cos que no han sigut preservades, una manca d'aÏllador tèrmic del cos és consistent amb els mamífers de moltes tones de l'actualitat com els elefants, hipopòtams, i la majoria d'espècies de rinoceront. En tant que un objecte incrementa en mida, la seva habilitat de retenir la calor s'incremente per la seva reducció de la proporció d'àrea de superfície per volum. Per tant, en tant que els animals grossos evolucionen en o es dispersen en climes calents, un abric de pell o plomes perd el seu avantatge selectiu per a l'aïllament tèrmic i en canvi pot esdevenir un desavantatge, ja que l'aïllament atrapa un excés de calor dins el cos, sobreescalfant a l'animal. Les protoplomes també es podrien haver perdut secundàriament durant l'evolució dels grans tiranosàurids com el tiranosaure, especialment en climes calents cretacis.

### Termoregulació
Durant molt temps es va creure que el tiranosaure, així com la majoria de dinosaures, tenien un metabolisme ectotèrmic («sang freda») reptilià. La idea de l'ectotèrmia dinosauriana va ser canviada pels científics com Robert T. Bakker i John Ostrom als primers anys de la Dinosaur Renaissance, que va començar a final de la dècada de 1960. Es va afirmar concretament pel tiranosaure que era endotèrmic ("sang calenta"), cosa que implica un estil de vida actiu. Des d'aleshores, molts paleontòlegs han intentat determinar l'habilitat del tiranosaure de regular la seva temperatura corporal. Les evidències histològiques d'una elevada taxa de creixement en els tiranosaures joves, comparable amb la de mamífers i ocells, podria donar suport a les hipòtesis d'un elevat metabolisme. Les corves de creiement ho indiquen, com en mamífers i ocells, el creixement el tiranosaure estava llimitat principalment als animals immadurs, en comptes del creixement indereminat que es veu en la majoria dels altres vertebrats.

### Petjades

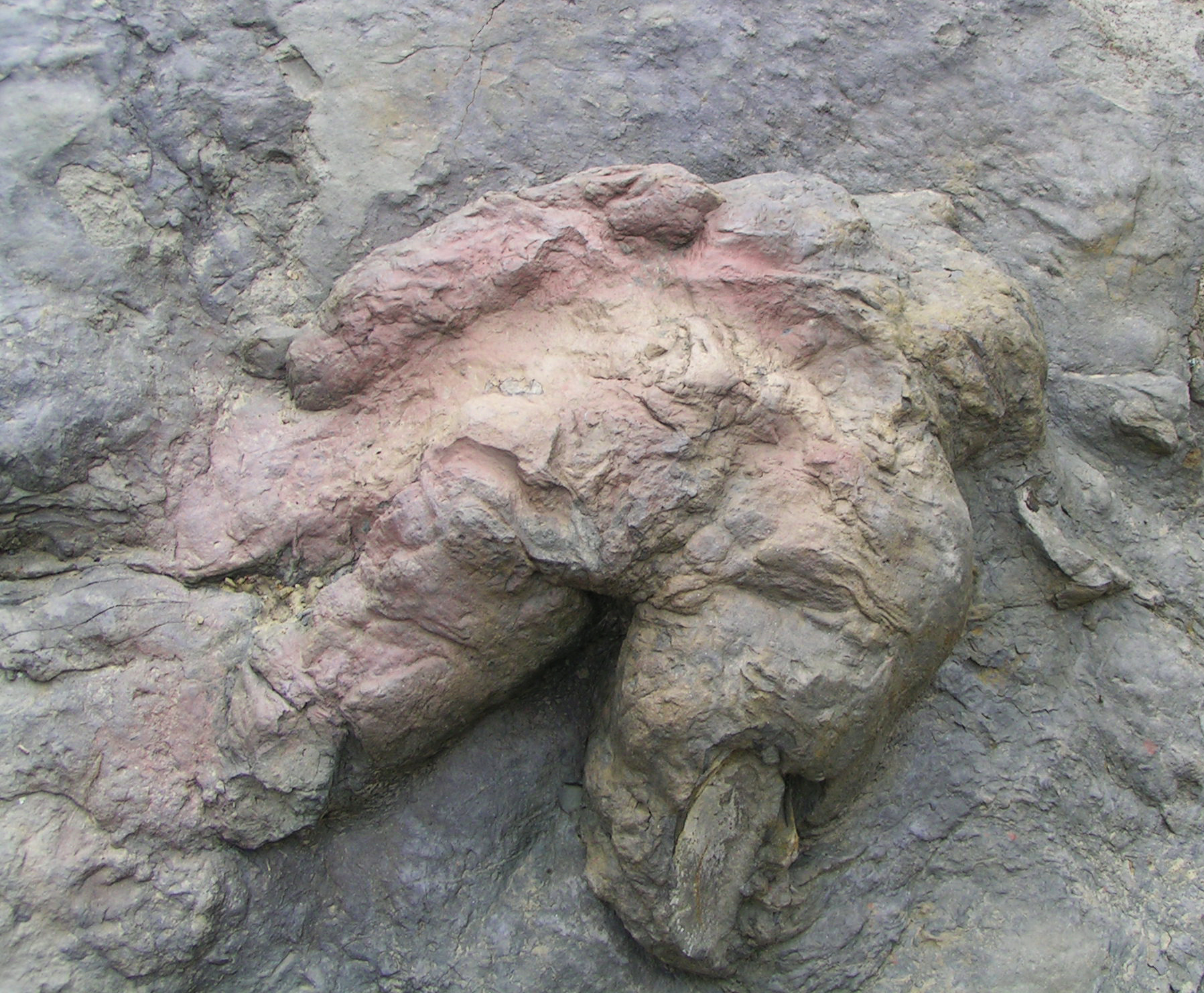
Probable petjada a Nou Mèxic.

Dues petjades aïllades fossilitzades s'han assignat provisionalment al tiranosaure. La primera va ser descoberta al Philmont Scout Ranch, Nou Mèxic, l'any 1983 pel geòleg americà Charles Pillmore. Primerament es va pensar que pertanyia a un hadrosàurid, però exàmens de la petjada van revelar un gran 'taló' desconegut en les petges d'ornitòpodes, i restes del que podria haver sigut un hàl·lux, el quart dígit similar a un esperó del peu d'un tiranosaure. La petjada va ser publicada com l'icnogènere Tyrannosauripus pillmorei l'any 1994, per Martin Lockley i Adrian Hunt. Lockley i Hunt van suggerir que era molt probable que la petjada l'hagués fet un tiranosaure, fet que la faria la primera petjada coneguda d'aquesta espècie. La petjada va ser feta en el que foren uns aiguamolls fangosos amb vegetació. Fa 83 cm de longitud i 71 cm d'amplada.
Una segona petjada que podria haver sigut feta per un tiranosaure va ser reportada per primera vegada l'any 2007 pel paleontòleg britànic Phil Manning, de la formació de Hell Creek de Montana. Aquesta segona petjada fa 76 cm de longitud, més curta que la petjada descrita per Lockley i Hunt. No és clar si la petjada va ser feta per un tiranosaure o no, encara que el tiranosaure i el nanotiranosaure són els únics grans teròpodes que es coneix que van existir en la formació de Hell Creek. Un estudi ampliat de la petjada (encara no se n'ha publicat una descripció íntegra) compararà la petjada de Montana amb la que es va trobar a Nou Mèxic.

### Locomoció

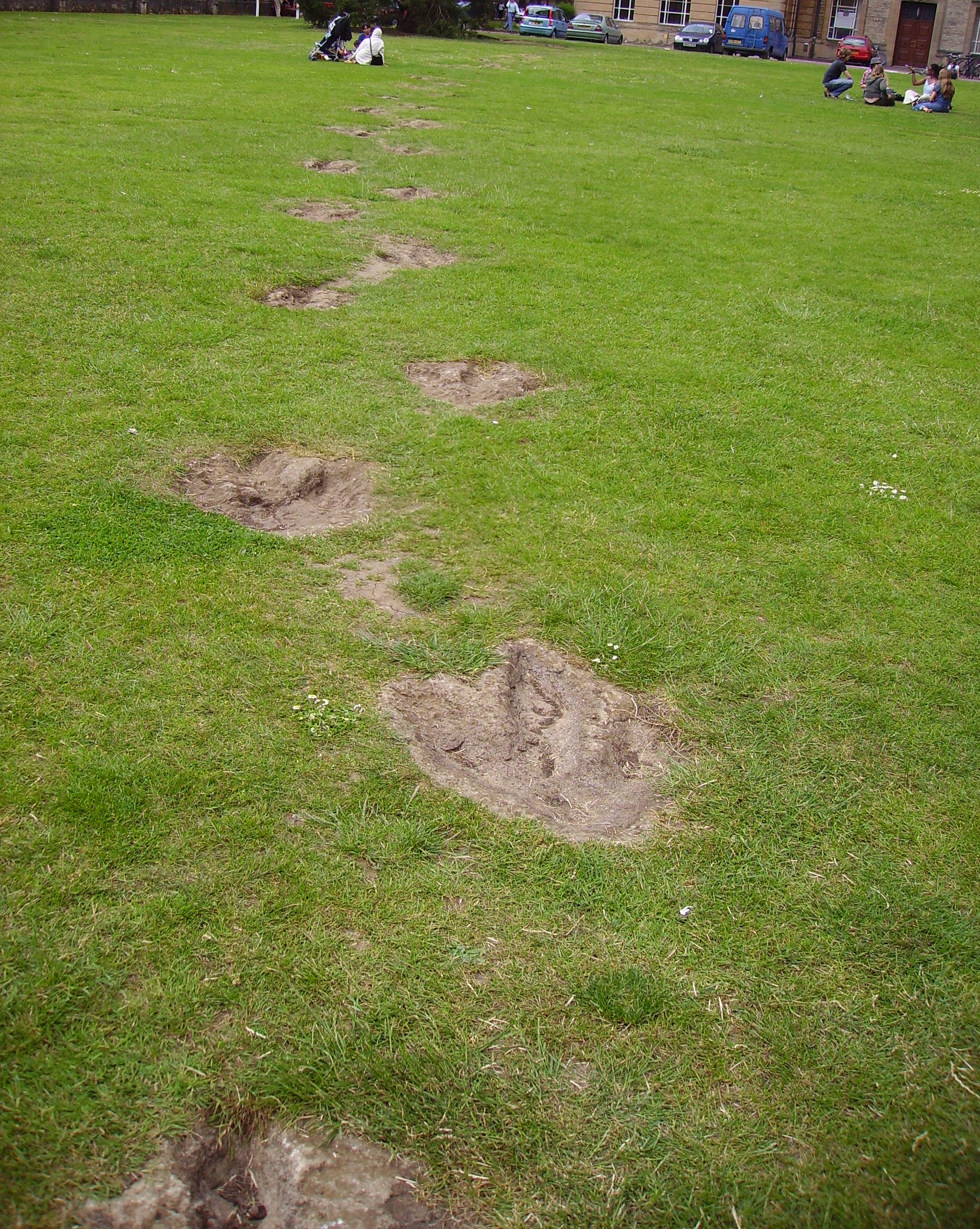
Rèplica d'una seqüència de petjades de teròpode atribuïdes al megalosaure a l'OUMNH. No s'ha informat de seqüències com aquesta pel tiranosaure, fent les estimacions del pas i de la velocitat difícils.

Hi ha dues qüestions principals pel que fa a les capacitats locomotores del tiranosaure: com de bé podia girar-se; i quina és la velocitat màxima en línia recta que podria haver assolit. Ambdues són rellevants per debatre si era un caçador o un carronyaire.
El tiranosaure podria haver sigut lent a l'hora de girar-se, possiblement trigant entre un i dos segons en girar només 45°; els humans, orientats verticalment i sense cua, poden girar en una fracció d'un segon. La causa de la dificultat és la inèrcia rotacional, ja que la major part de la massa del tiranosaure estava a alguna distància del centre de gravetat, com un humà carregat una biga pesant; encara que podria haver reduït la distància mitjana arquejant l'esquena i la cua i posant el cap i les potes anteriors properes al cos, quelcom similar al que fan els patinadors de gel posant els braços propers per tal de girar més ràpid.

## Història

### Descobriment
Fins al 2006 s'han trobat trenta espècimens, que inclouen només tres cranis complets. Els primers espècimens trobats tingueren un paper important en la Guerra dels Ossos. Tyrannosaurus rex és el dinosaure carnívor més conegut en la cultura popular.
La localització de tots els descobriments està restringida a Nord-amèrica. El primer exemplar (una vèrtebra parcial) fou descobert per Edward Drinker Cope l'any 1892 i es descrigué com Manospondylus gigas. Fou atribuïda al Tyrannosaurus rex l'any 1912 per Henry Fairfield Osborn. Barnum Brown, el conservador auxiliar del Museu Americà d'Història Natural, trobà el segon esquelet a Wyoming l'any 1900. Aquest exemplar fou originalment anomenat Dynamosaurus imperiosus en el mateix document en què el Tyrannosaurus rex fou descrit. Si no hagués estat per l'ordre de les pàgines, Dynamosaurus s'hagués convertit en el nom oficial. El material original del Dynamosaurus resideix en les col·leccions del Museu d'Història Natural de Londres.

## Aparicions en la cultura popular
D'ençà que va ser descrit per primera vegada l'any 1905, el tiranosaure ha esdevingut l'espècie de dinosaure més àmpliament reconeguda en la cultura popular. És l'únic dinosaure que és comunament conegut pel públic general pel seu nom científic sencer (nom binomial) (Tyrannosaurus rex), i per l'abreviatura científica T. rex també ha esdevingut d'ampli ús. Robert T. Bakker fa notar això a The Dinosaur Heresies i explica que «un nom com Tyrannosaurus rex és sencillament irresistible per a la llengua».